# All Stars Cup
All Stars Cup byl mezinárodní fotbalový turnaj pro kategorii do 16 let, pořádaný v Česku v letech 2009–2019.
All Stars Cup pořádaly sportovní agentura All Stars Team a Fotbalová asociace České republiky (FAČR), ve spolupráci s fotbalovými kluby SK Slavia Praha a Bohemians Praha 1905. Strategickými partnery turnaje byli Magistrát hlavního města Prahy, městská část Praha 10 a Fotbalová asociace České republiky. Vedoucí představitelé těchto subjektů zpravidla přejímali nad turnajem záštitu. Patronem turnaje byl Vladimír Šmicer a Karol Kisel.
Turnaj měl za cíl zprostředkovat setkání českých i zahraničních týmů v dané věkové kategorii, umožnit zápasovou konfrontaci mezi nejrůznějšími fotbalovými styly a školami, které na sebe v dorosteneckém věku často ani nenarážejí. Turnaj byl také ukazatelem a měřítkem pro výběr domácích hráčů do juniorských reprezentací. All Stars Cup byl otevřený turnaj, který umožňoval start týmům z celého světa. V každém ročníku představoval nové účastníky, kteří v Praze dosud nestartovali.
Poslední ročník se konal v roce 2019. V dalších letech se turnaj kvůli pandemii covidu-19 neuskutečnil a nebyl obnoven ani po jejím skončení.

## Nejúspěšnější hráči turnaje All Stars Cup
| Jméno                 | Ročník turnaje | Klub                                  | Klub aktuální pro r. 2021                           |
| --------------------- | -------------- | ------------------------------------- | --------------------------------------------------- |
| Bukayo Saka           | 2017           | Arsenal FC                            | Arsenal FC                                          |
| Soumaila Coulibaly    | 2019           | Paris Saint Germain                   | Borussia Dortmund                                   |
| Ilaix Moriba Kourouma | 2018           | FC Barcelona                          | RB Lipsko                                           |
| Timothy Fosu-Mensah   | 2013           | Ajax Amsterdam                        | Bayer Leverkusen                                    |
| Ross Doohan           | 2010,11        | FC Celtic Glasgow                     | Tranmere Rovers FC                                  |
| Fabio Vieira          | 2016           | FC Porto                              | Arsenal FC                                          |
| Idrisa Sambu          | 2012-13        | Sporting CP                           | CS Gaz Metan Medias                                 |
| Tiago Dias            | 2012-13        | Sporting CP                           | CD Feirense                                         |
| Japhet Sery Larsen    | 2016-17        | FC Mydtjylland                        | FK Bodø/Glimt                                       |
| Emil Riis             | 2013           | FC Randers                            | Preston North End                                   |
| Madiu Bari            | 2015           | FC Porto                              | Rio Ave F.C.B                                       |
| Joao Moutinho         | 2011,2013-14   | Sporting CP                           | Orlando City SC                                     |
| Moreto Cassamá        | 2011,2013-14   | Sporting CP                           | Stade de Reims                                      |
| Lazar Samardžič       | 2018           | Hertha BSC                            | RB Lipsko                                           |
| Arne Maier            | 2015           | Hertha BSC                            | Hertha BSC / hostování FC Augsburg                  |
| Fedor Chalov          | 2011-13        | CSKA Moskva                           | CSKA Moskva                                         |
| Borna Sosa            | 2014           | Dinamo Záhřeb                         | VfB Stuttgart                                       |
| Nikola Moro           | 2014           | Dinamo Záhřeb                         | FK Dynamo Moskva                                    |
| Kristán Vallo         | 2009-2011      | MŠK Žilina                            | MŠK Žilina                                          |
| Edson Torres          | 2013-14        | Chivas Guadalajara                    | Chivas Guadalajara / hostování Cimarrones de Sonora |
| Alan Cervantes        | 2013-14        | Chivas Guadalajara                    | Santos Laguna                                       |
| Diego Cortes          | 2013-14        | Chivas Guadalajara                    | Chivas Guadalajara / hostování Atlético Morelia     |
| Mats Köhlert          | 2014           | Hamburger SV                          | Willem II Tilburg                                   |
| Alejandro Zamudio     | 2015           | Pumas UNAM                            | Pumas UNAM / hostování Pumas Tabasco                |
| Bryan Figueroa        | 2015           | Pumas UNAM                            | Pumas UNAM / hostování Atlante FC                   |
| Alan Acosta           | 2015           | Pumas UNAM                            | Cafetaleros de Tapachula                            |
| Josip Brekalo         | 2014           | Dinamo Záhřeb                         | VfL Wolfsburg                                       |
| Diogo Dalot           | 2015           | FC Porto                              | Manchester United                                   |
| Davor Lovren          | 2014           | Dinamo Záhřeb                         | Fortuna Düsseldorf                                  |
| Recep Kutun           | 2012-13        | Fenerbachce Istanbul                  | Akhisar Belediyespor                                |
| Robert Navarro        | 2018           | FC Barcelona                          | Real Sociedad                                       |
| Boubakar Kamara       | 2013           | Olympique Marseille                   | Olympique Marseille                                 |
| Lukas Perrin          | 2014,15        | Olympique Marseille                   | Olympique Marseille hostování RC Strasbourg Alsace  |
| Florian Chabrolle     | 2014,15        | Olympique Marseille                   | AC Ajacio                                           |
| Pablo Moreno          | 2018           | FC Barcelona                          | Manchester City / hostování Girona FC               |
| Bandiougou Fadiga     | 2017           | Paris Saint-Germain                   | Paris Saint-Germain / hostování Stade Brestois      |
| Victor Mollejo        | 2017           | Atlético Madrid                       | Atlético Madrid / hostování Real Zaragoza           |
| Salvatore Esposito    | 2014           | Inter Milan                           | S.P.A.L.                                            |
| Adam Karabec          | 2019           | AC Sparta Praha                       | AC Sparta Praha                                     |
| Martin Vitík          | 2019           | AC Sparta Praha                       | AC Sparta Praha                                     |
| Vítězslav Jaroš       | 2017           | SK Slavia Praha                       | St. Patricks Athletic FC                            |
| Matyáš Vágner         | 2019           | SK Slavia Praha                       | SK Slavia Praha                                     |
| Matěj Chaluš          | 2011-15        | AC Sparta Praha, Bohemians Praha 1905 | Malmö FF                                            |
| Ondřej Šašinka        | 2010-11        | FC Baník Ostrava                      | FC Slovácko                                         |
| David Douděra         | 2010, 2015     | FK Viktoria Žižkov, FK Dukla Praha    | SK Slavia Praha                                     |
| Denis Granečný        | 2010           | FC Baník Ostrava                      | Mezökövesdi SE                                      |
| Filip Havelka         | 2009, 2011     | AC Sparta Praha                       | FC Slovan Liberec                                   |
| František Čech        | 2014-15        | FC Hradec Králové                     | FC Hradec Králové                                   |
| Alex Král             | 2009-2015      | 1. FC Brno, SK Slavia Praha           | Schalke 04                                          |
| Antonín Vaníček       | 2009-2014      | Bohemians Praha 1905                  | FK Mladá Boleslav                                   |
| Martin Jedlička       | 2009-2014      | SK Slavia Praha, 1. FK Příbram        | FC Viktoria Plzeň                                   |
| Pavel Bucha           | 2011-15        | SK Slavia Praha                       | FC Viktoria Plzeň                                   |
| Daniel Souček         | 2012-15        | SK Slavia Praha                       | FK Jablonec                                         |
| Ondřej Mastný         | 2017           | FC Vysočina Jihlava                   | Manchester United                                   |
| Lukáš Vorlický        | 2017           | FC Zbrojovka Brno                     | Atalanta Bergamo                                    |
| Antonín Svoboda       | 2017           | FC Zbrojovka Brno                     | MFK Karviná                                         |
| Adam Stejskal         | 2017           | FC Zbrojovka Brno                     | FC Liefering                                        |
| Jan Matoušek          | 2012-14        | 1. FK Příbram                         | FC Slovan Liberec                                   |
| Daniel Fila           | 2018           | FC Brno                               | SK Slavia Praha                                     |

## All Stars Cup 2009
V roce 2009 se turnaj konal 20. a 21. června v areálu FC Háje v Praze.

### Konečné pořadí

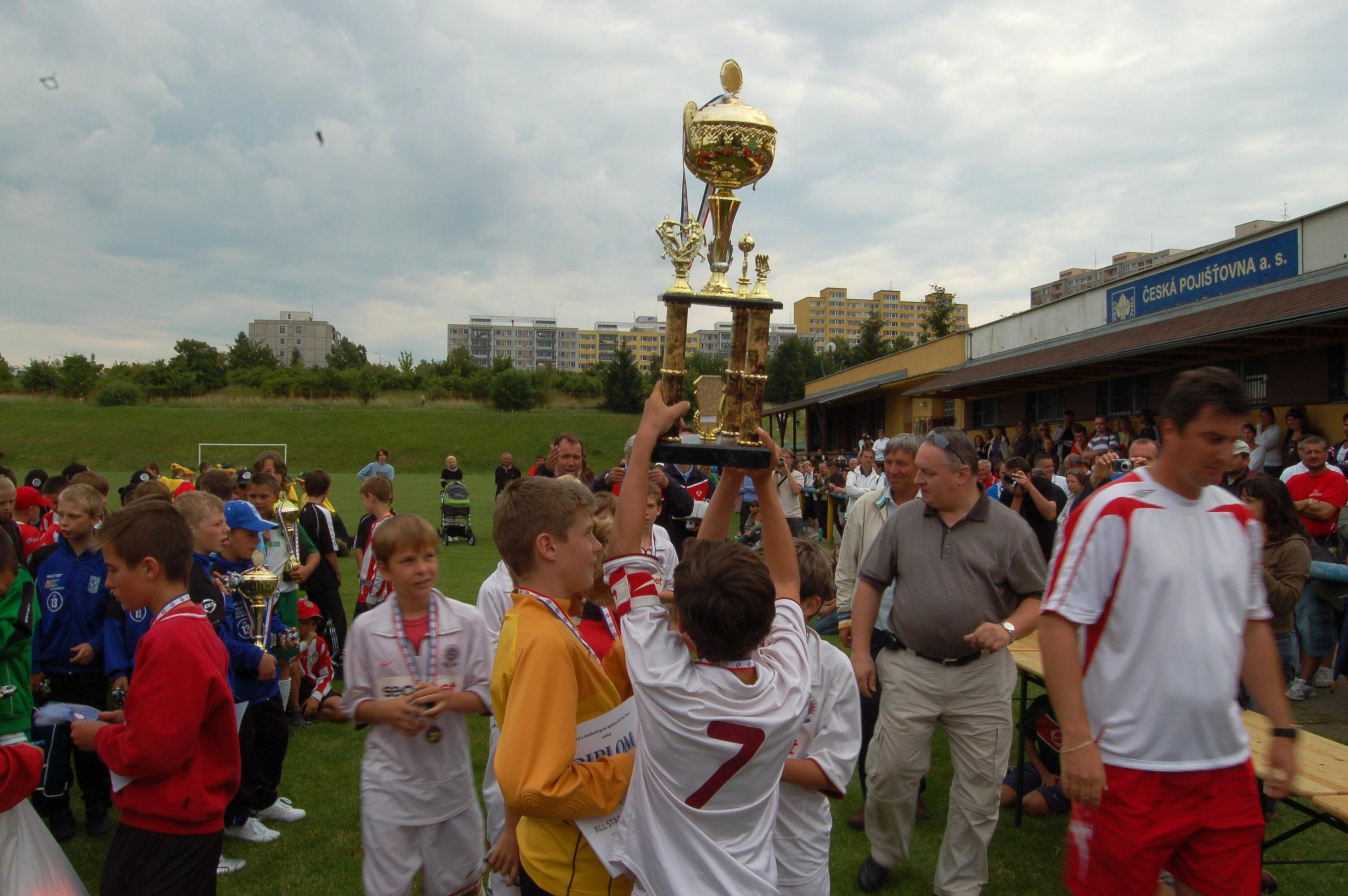
vítěz ASC 2009

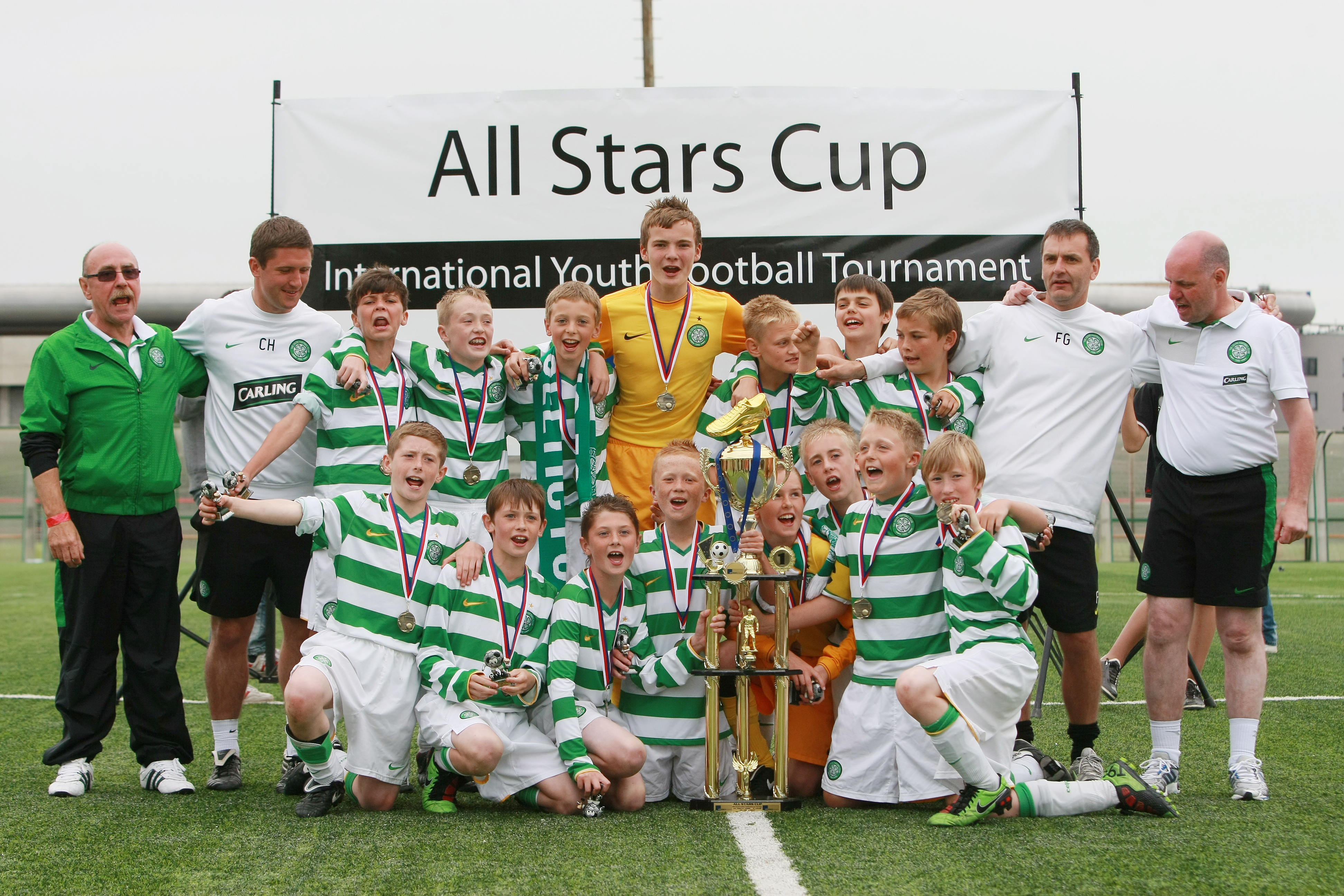
vítěz ASC 2010

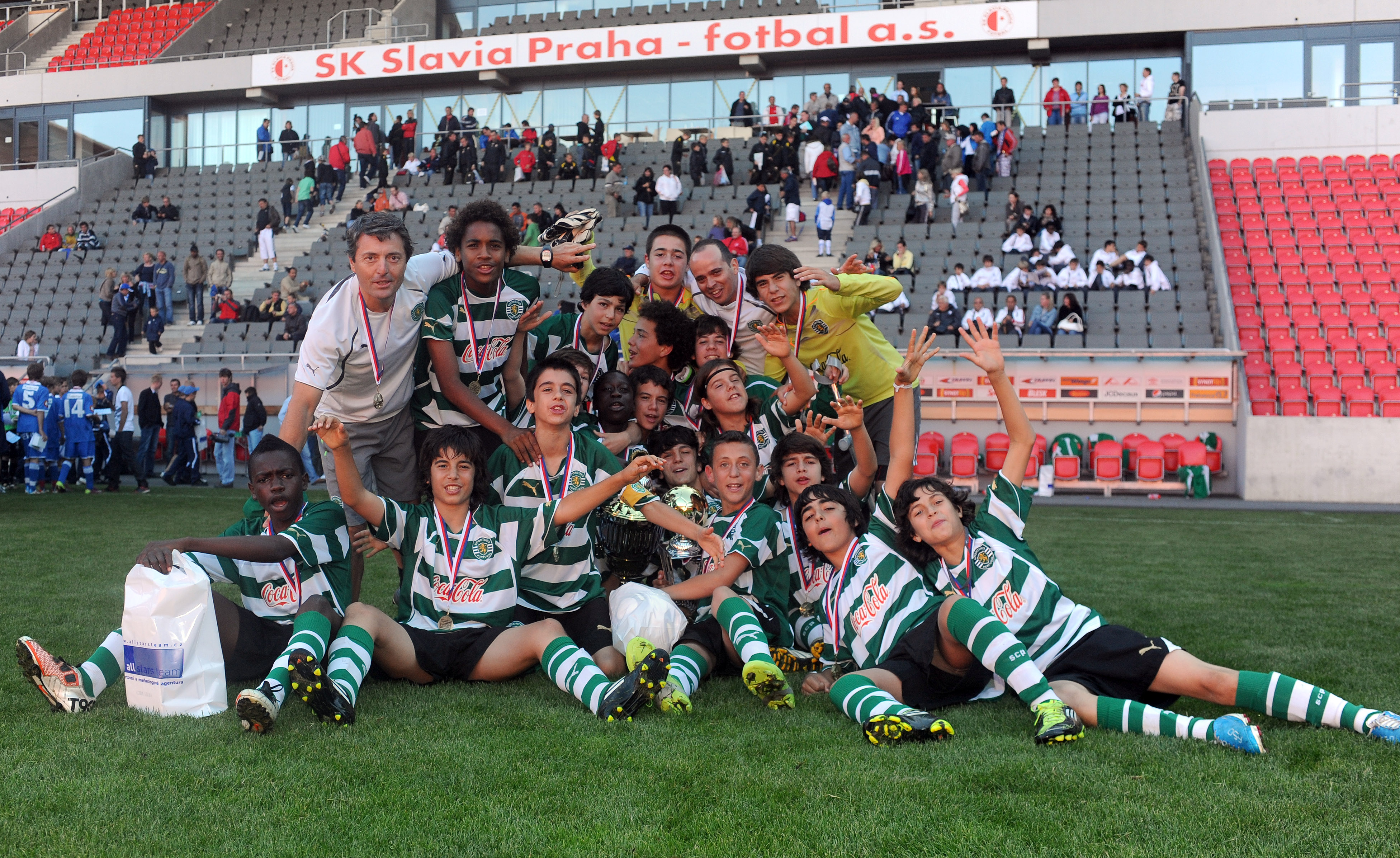
vítěz ASC 2011 Sporting Lisabon

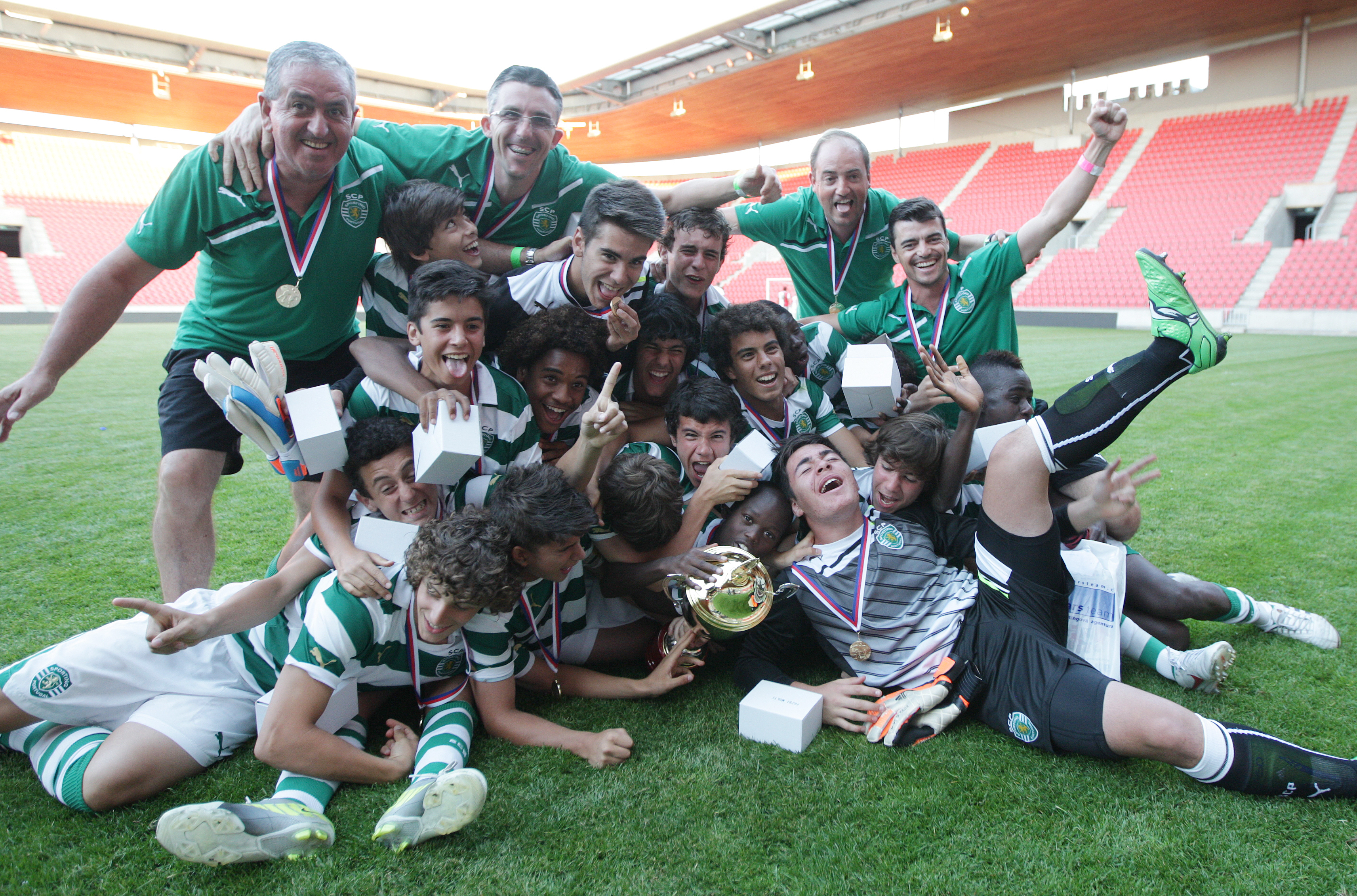
vítěz ASC 2012 Sporting Lisabon

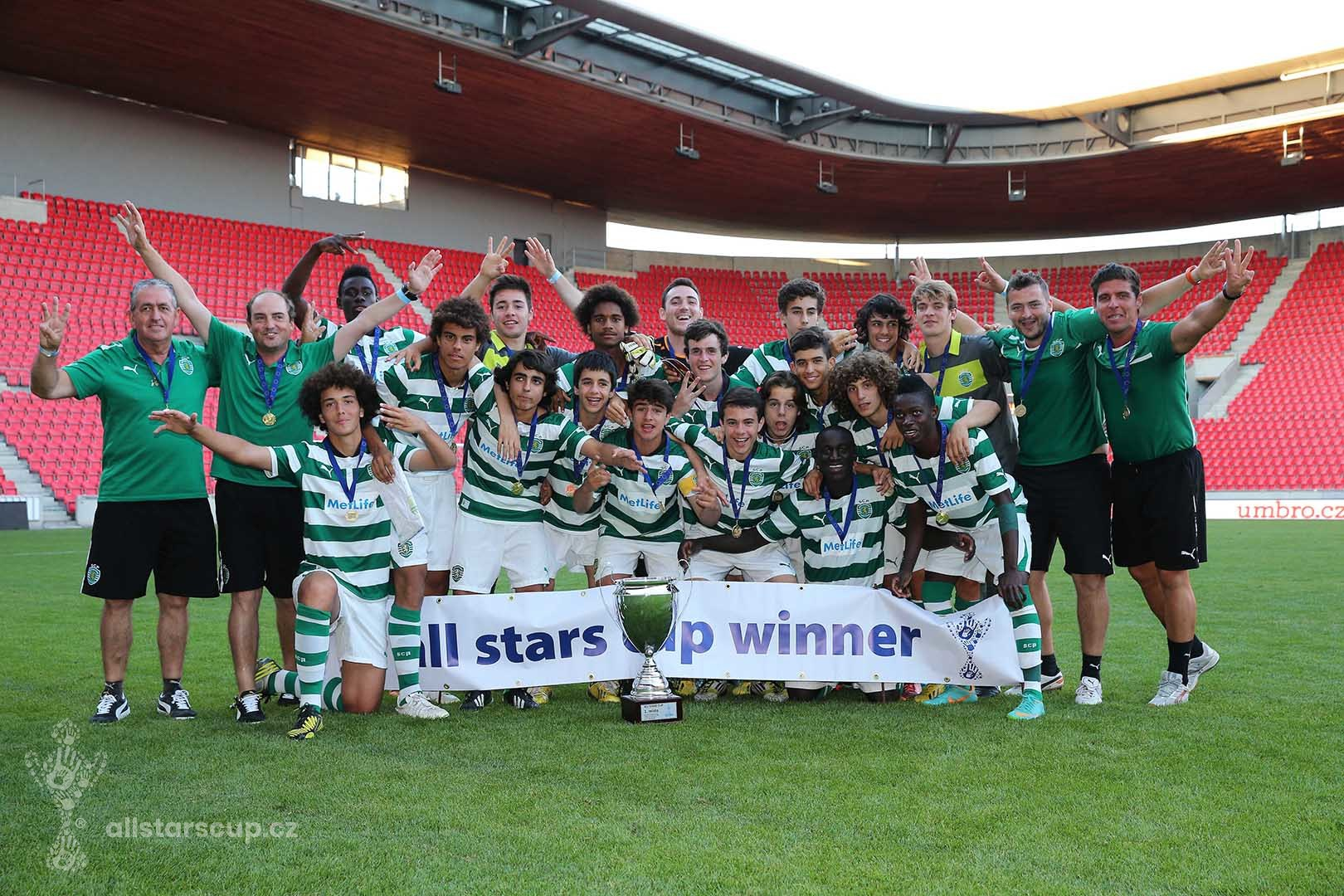

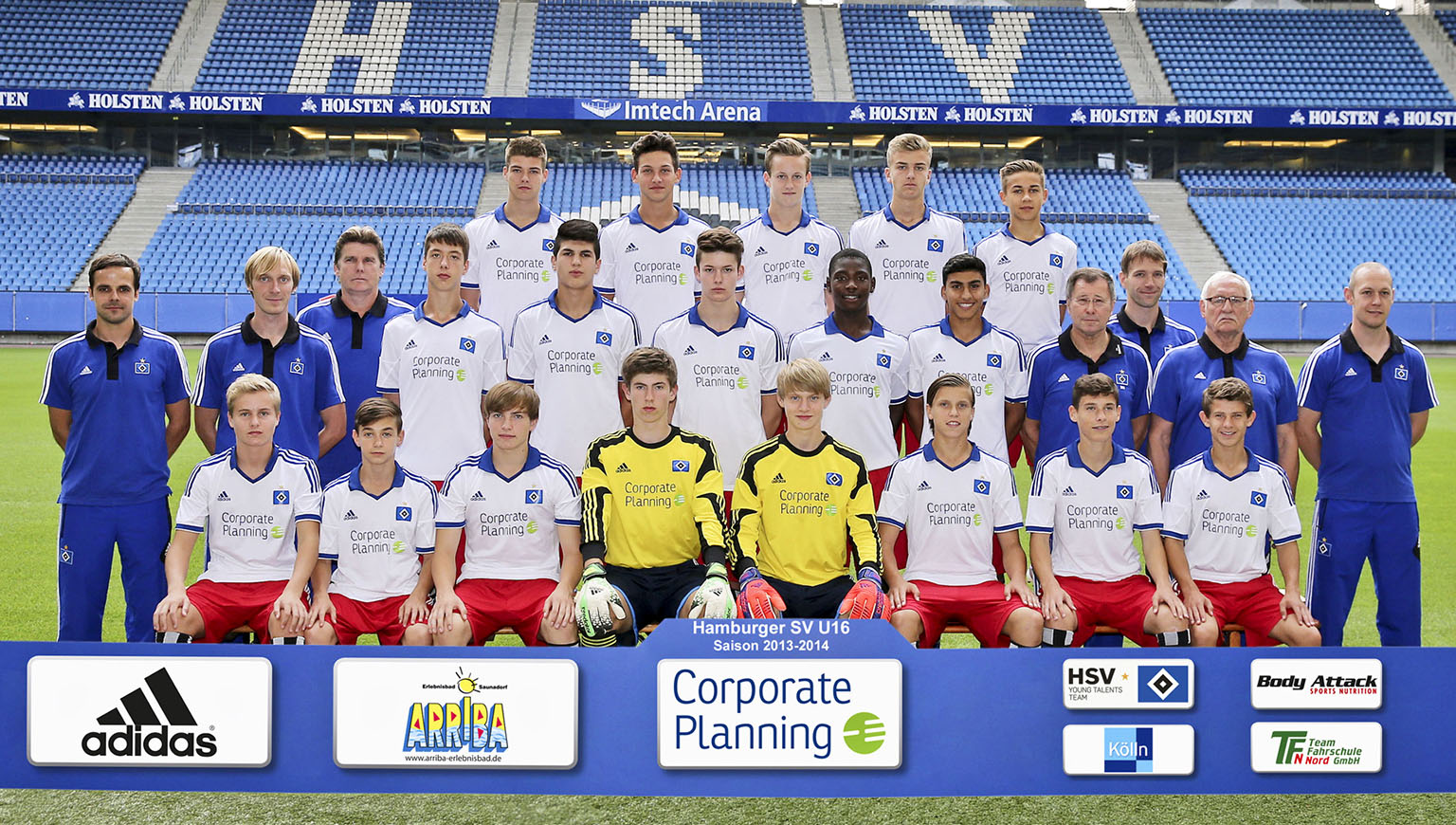

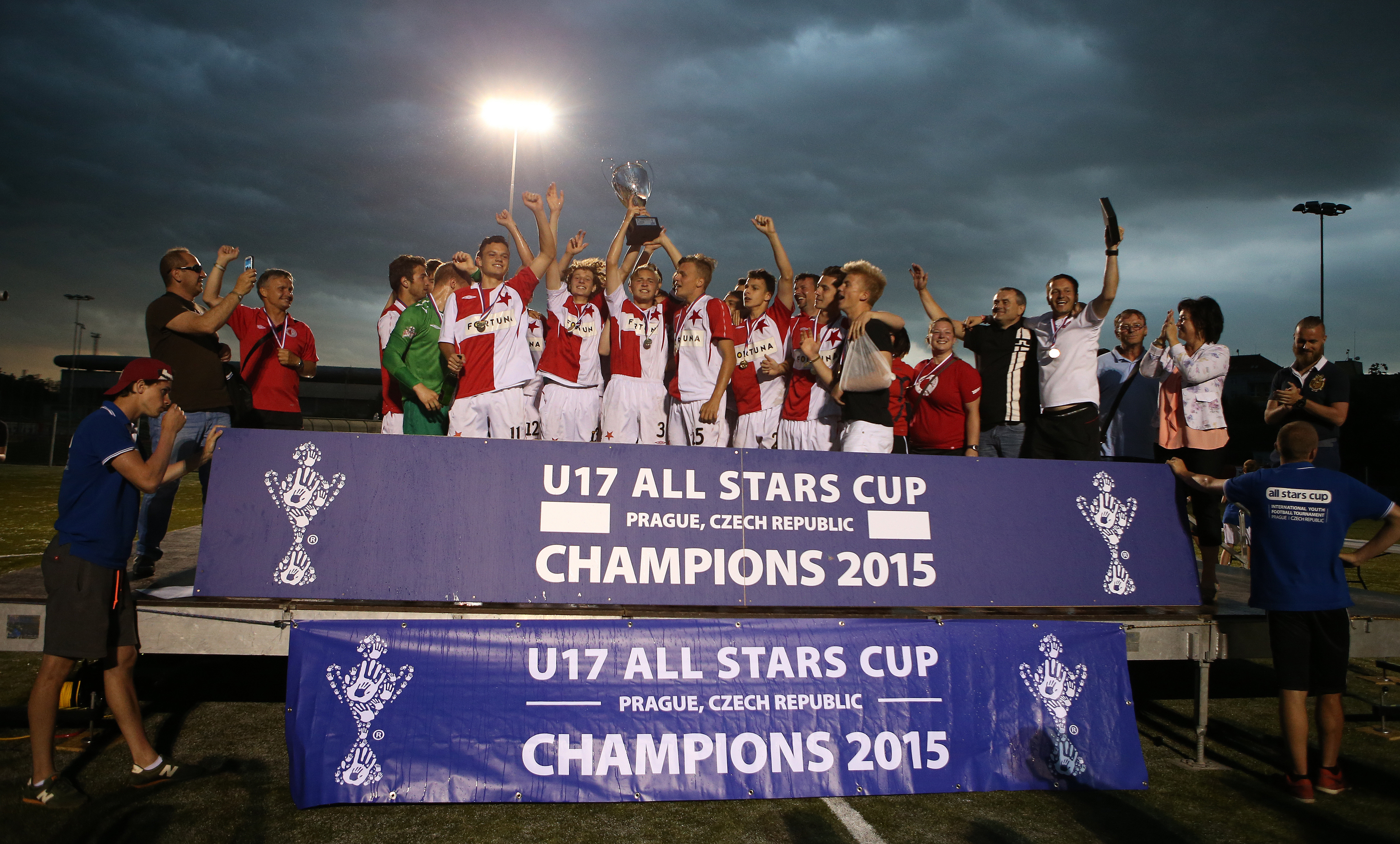
vítěz ASC 2015

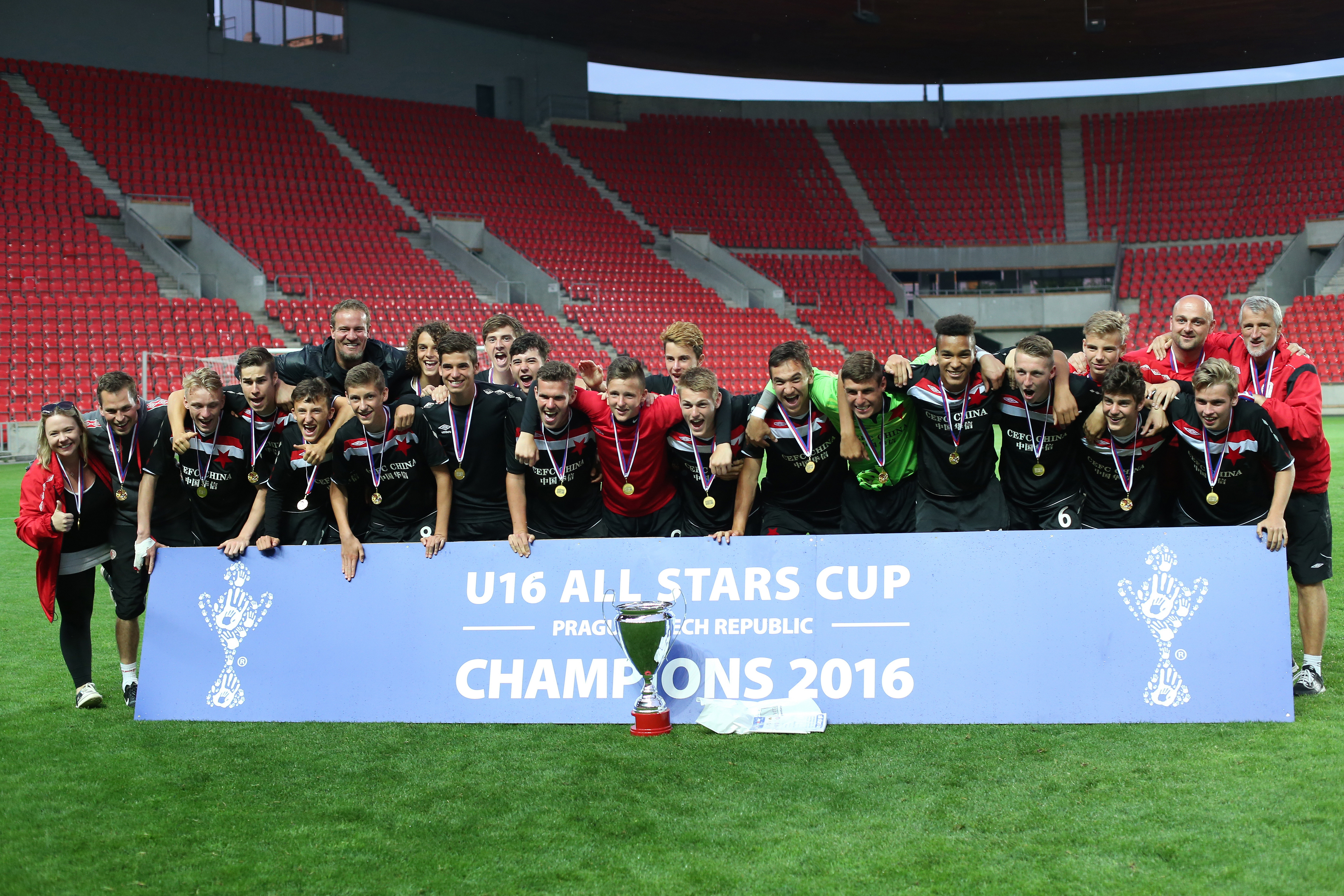
vítěz ASC 2016

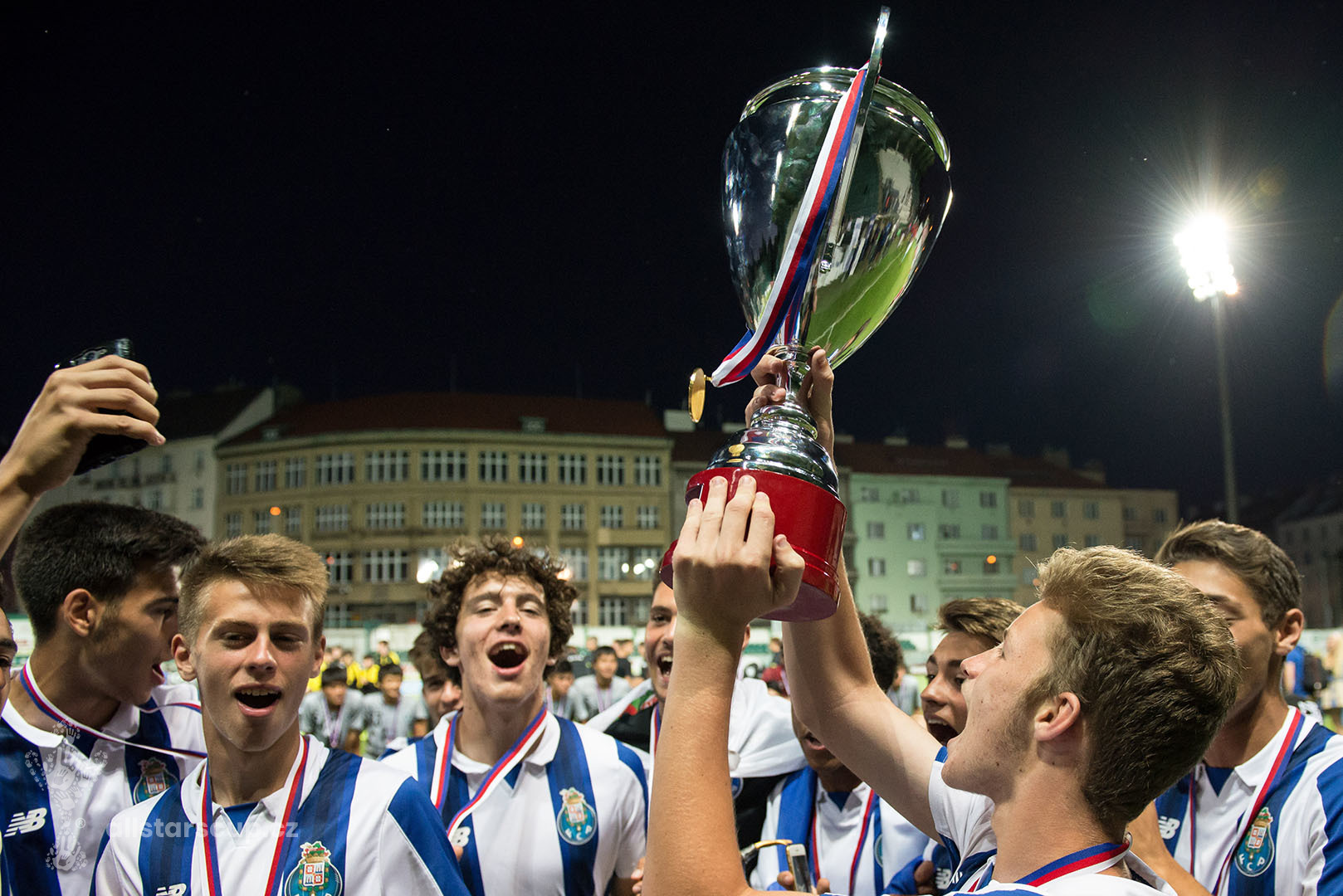
vítěz ASC 2017

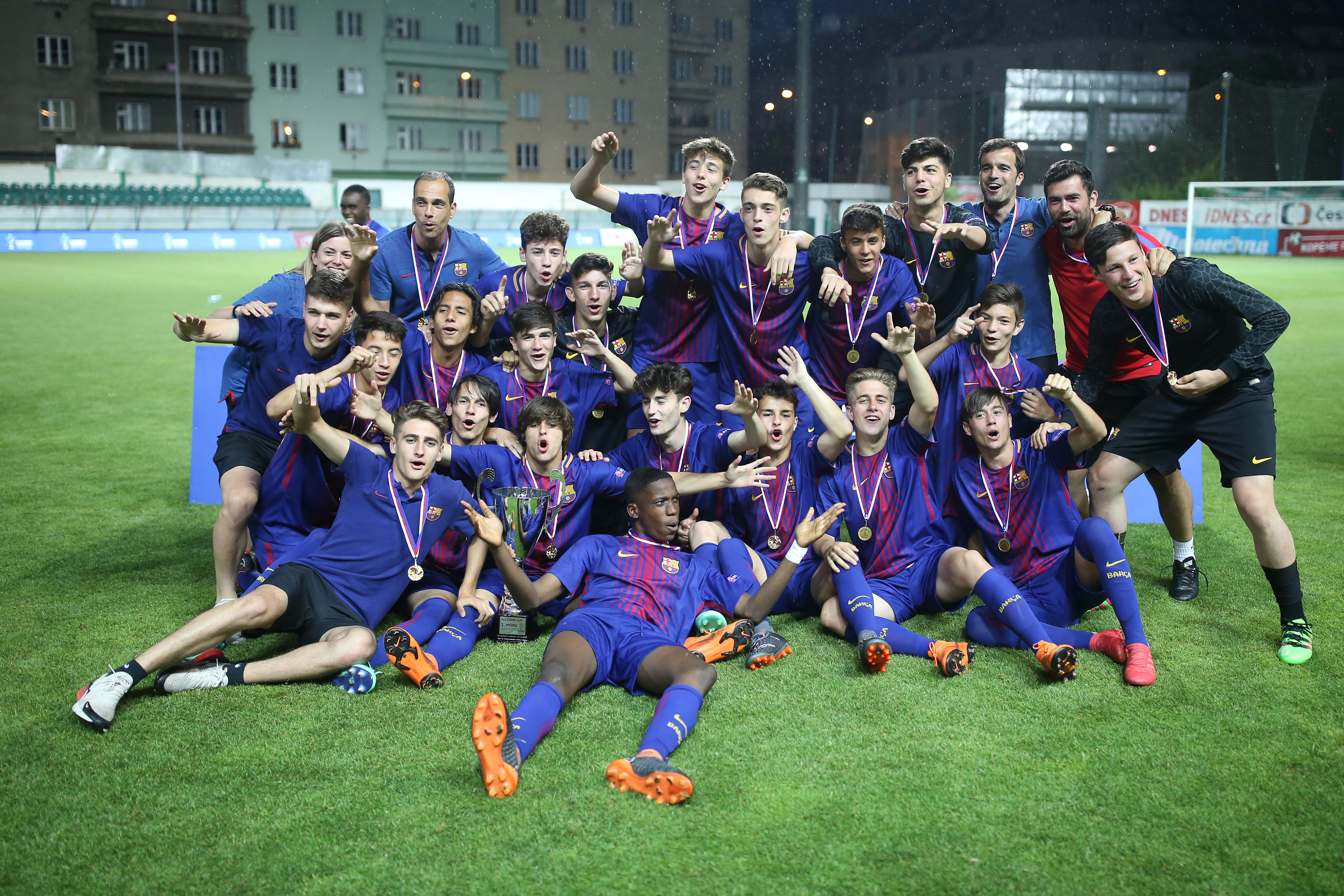
FC Barcelona

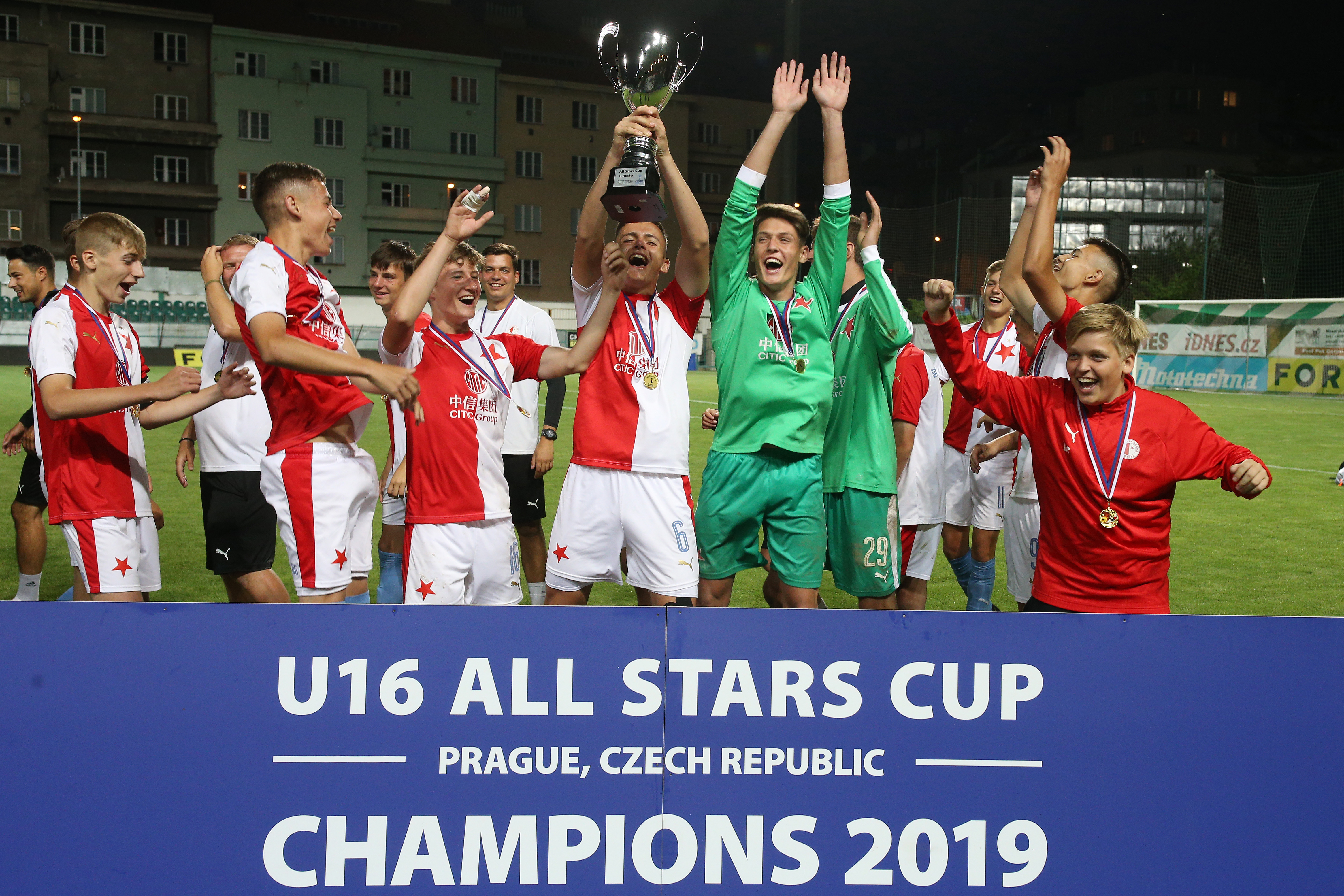
sks

| Pořadí | Klub               |
| ------ | ------------------ |
| 1.     | AC Sparta Praha    |
| 2.     | SK Slavia Praha    |
| 3.     | MŠK Žilina         |
| 4.     | Dalnoki Akademia   |
| 5.     | Lech Poznaň        |
| 6.     | 1. FC Brno         |
| 7.     | FC Hradec Králové  |
| 8.     | Bohemians 1905     |
| 9.     | FC Slovan Liberec  |
| 10.    | FK Viktoria Žižkov |

### Nejlepší jednotlivci
| Kategorie         | Jméno           | Klub             |
| ----------------- | --------------- | ---------------- |
| Nejlepší hráč     | Jan Vejvar      | SK Slavia Praha  |
| Nejlepší střelec  | Ondřej Novotný  | AC Sparta Praha  |
| Nejlepší brankář  | Martin Jedlička | SK Slavia Praha  |
| Nejlepší obránce  | Zsombor Takács  | Dalnoki Akademia |
| Nejlepší záložník | Kristián Vallo  | MŠK Žilina       |
| Nejlepší útočník  | Mateus Spychala | KKS Lech Poznaň  |
| Nejlepší trenér   | Petr Macek      | AC Sparta Praha  |
| Nejlepší rozhodčí | Richard Havlík  | Česko            |

## All Stars Cup 2010
V roce 2010 se turnaj konal 19. a 20. června v areálu Eden v Praze.

### Konečné pořadí
| Pořadí | Klub                |
| ------ | ------------------- |
| 1.     | Celtic FC           |
| 2.     | SK Slavia Praha     |
| 3.     | Bohemians 1905      |
| 4.     | MŠK Žilina          |
| 5.     | 1. FC Brno          |
| 6.     | Lech Poznań         |
| 7.     | FC Barcelona        |
| 8.     | FC Baník Ostrava    |
| 9.     | Tým Evropa          |
| 10.    | Eintracht Frankfurt |
| 11.    | FK Dukla Praha      |
| 12.    | FK Viktoria Žižkov  |

### Nejlepší jednotlivci
| Kategorie         | Jméno                    | Klub                |
| ----------------- | ------------------------ | ------------------- |
| Nejlepší hráč     | Jan Vejvar               | SK Slavia Praha     |
| Nejlepší střelec  | Jiří Miker               | 1. FC Brno          |
| Nejlepší brankář  | Daniel Toman             | 1. FC Brno          |
| Nejlepší obránce  | Harry Souttar            | FC Celtic Glasgow   |
| Nejlepší záložník | Róbert Šoška             | MŠK Žilina          |
| Nejlepší útočník  | Fidel Sanchez de la Peňa | FC Barcelona escola |
| Nejlepší trenér   | Martin Miller            | FC Celtic Glasgow   |
| Nejlepší rozhodčí | Marcel Dolejší           | Česko               |

## All Stars Cup 2011
V roce 2011 se turnaj konal 17. a 19. června v areálu Eden v Praze.

### Konečné pořadí
| Pořadí | Klub               |
| ------ | ------------------ |
| 1.     | Sporting Lisabon   |
| 2.     | FC Baník Ostrava   |
| 3.     | SK Slavia Praha    |
| 4.     | BK Frem kodaň      |
| 5.     | Celtic FC          |
| 6.     | SK Rapid Vídeň     |
| 7.     | Lech Poznan        |
| 8.     | FC Zbrojovka Brno  |
| 9.     | CSKA Moskva        |
| 10.    | tým Evropa         |
| 11.    | AC Sparta Praha    |
| 12.    | FC Juventus        |
| 13.    | FK Dukla Praha     |
| 14.    | FK Viktoria Žižkov |
| 15.    | Bohemians 1905     |
| 16.    | MŠK Žilina         |

### Nejlepší jednotlivci
| Kategorie           | Jméno           | Klub             |
| ------------------- | --------------- | ---------------- |
| Nejlepší hráč       | Tiago Dias      | Sporting Lisabon |
| Nejlepší střelec    | Samuel Oppong   | SK Rapid Vídeň   |
| Nejlepší brankář    | Ross Doohan     | Celtic Glasgow   |
| Nejlepší obránce    | Luca Sperandio  | Juventus FC      |
| Nejlepší záložník   | Malte Jürgensen | BK Frem Kodaň    |
| Nejlepší útočník    | Daniel Turyna   | SK Slavia Praha  |
| Nejlepší trenér     | Joao Martins    | Sporting Lisabon |
| Nejlepší rozhodčí   | Ondřej Lerch    | Česko            |
| Nejlepší český hráč | Jan Vejvar      | SK Slavia Praha  |
| Cena Fair Play      | BK Frem Kodaň   | Dánsko           |

## All Stars Cup 2012
V roce 2012 se turnaj konal 15. a 17. června v areálu Eden v Praze 

### Konečné pořadí
| Pořadí | Klub                       |
| ------ | -------------------------- |
| 1.     | Sporting Lisabon           |
| 2.     | Fenerbahce SK              |
| 3.     | SK Slavia Praha            |
| 4.     | Hertha BSC                 |
| 5.     | CSKA Moskva                |
| 6.     | FC Zbrojovka Brno          |
| 7.     | FK Partizan Bělehrad       |
| 8.     | FC Viktoria Plzeň          |
| 9.     | Everton FC                 |
| 10.    | 1.FK Příbram               |
| 11.    | SK Dynamo České Budějovice |
| 12.    | Bohemians 1905             |
| 13.    | BK Frem Kodaň              |
| 14.    | FK Dukla Praha             |
| 15.    | Legia Varšava              |
| 16.    | SSC Neapol                 |

### Nejlepší jednotlivci
| Kategorie           | Jméno             | Klub                |
| ------------------- | ----------------- | ------------------- |
| Nejlepší hráč       | Elder Almeida     | Sporting Lisabon    |
| Nejlepší střelec    | Daniel Hložek     | FC Zbrojovka Brno   |
| Nejlepší brankář    | Roman Přibyl      | SK Slavia Praha     |
| Nejlepší obránce    | Recep Kutun       | Fenerbahce Istanbul |
| Nejlepší záložník   | Stefan Mussijenko | Hertha BSC Berlin   |
| Nejlepší útočník    | Idrisa Sambu      | Sporting Lisabon    |
| Nejlepší trenér     | Pedro Goncalves   | Sporting Lisabon    |
| Nejlepší rozhodčí   | Sebastian Passel  | Francie             |
| Nejlepší český hráč | Daniel Turyna     | SK Slavia Praha     |
| Cena Fair Play      | BK Frem Kodaň     | Dánsko              |

## All Stars Cup 2013
V roce 2013 se turnaj konal 14. a 16. června v areálu Eden v Praze.

### Konečné pořadí
| Pořadí | Klub                       |
| ------ | -------------------------- |
| 1.     | Sporting Lisabon           |
| 2.     | CD Chivas Guadalajara      |
| 3.     | Ajax Amsterdam             |
| 4.     | CSKA Moskva                |
| 5.     | SK Slavia Praha            |
| 6.     | Fenerbahce SK              |
| 7.     | Olympique Marseille        |
| 8.     | Panathinaikos FC           |
| 9.     | Valencia CF                |
| 10.    | FC Zbrojovka Brno          |
| 11.    | Bohemians Praha 1905       |
| 12.    | FK Dukla Praha             |
| 13.    | Randers FC                 |
| 14.    | SK Dynamo České Budějovice |
| 15.    | 1. FK Příbram              |
| 16.    | FC Viktoria Plzeň          |

### Nejlepší jednotlivci
| Kategorie           | Jméno               | Klub                  |
| ------------------- | ------------------- | --------------------- |
| Nejlepší hráč       | Kevin Ramirez       | CD Chivas Guadalajara |
| Nejlepší střelec    | Emil Riis           | Randers FC            |
| Nejlepší brankář    | Pavel Ovchinnikov   | CSKA Moskva           |
| Nejlepší obránce    | Timothy Fosu-Mensah | Ajax Amsterdam        |
| Nejlepší záložník   | Moreto Cassamá      | Sporting Lisabon      |
| Nejlepší útočník    | Samih Hadji         | Olympique Marseille   |
| Nejlepší trenér     | Telmo Costa         | Sporting Lisabon      |
| Nejlepší rozhodčí   | Ondřej Lerch        | Česko                 |
| Nejlepší český hráč | Jan Vejvar          | SK Slavia Praha       |
| Cena Fair Play      | Panathinaikos FC    | Panathinaikos FC      |

## All Stars Cup 2014
V roce 2014 se turnaj konal 13. a 15. června v areálu Eden v Praze.

### Konečné pořadí
| Pořadí | Klub                       |
| ------ | -------------------------- |
| 1.     | Hamburger SV               |
| 2.     | Olympique Marseille        |
| 3.     | GNK Dinamo Záhřeb          |
| 4.     | Atlético Madrid            |
| 5.     | Jokohama F. Marinos        |
| 6.     | SK Slavia Praha            |
| 7.     | CD Chivas Guadalajara      |
| 8.     | Sporting Lisabon           |
| 9.     | Bohemians Praha 1905       |
| 10.    | Györi ETO FC               |
| 11.    | FC Hradec Králové          |
| 12.    | Inter Milán                |
| 13.    | SK Dynamo České Budějovice |
| 14.    | FK Dukla Praha             |
| 15.    | FC Viktoria Plzeň          |
| 16.    | 1. FK Příbram              |

### Nejlepší jednotlivci
| Kategorie                                         | Jméno                   | Klub                |
| ------------------------------------------------- | ----------------------- | ------------------- |
| Nejlepší hráč                                     | Houssein Zakouani Said  | Olympique Marseille |
| Nejlepší střelec                                  | Davor Lovren            | GNK Dinamo Zagreb   |
| Nejlepší brankář                                  | Daniel Toman            | SK Slavia Praha     |
| Nejlepší obránce                                  | Victor Amoros           | Olympique Marseille |
| Nejlepší záložník                                 | Jean Carlo Yañez Cortes | Atlético Madrid     |
| Nejlepší útočník                                  | Mats Köhlert            | Hamburger SV        |
| Nejlepší trenér                                   | Daniel Petrowsky        | Hamburger SV        |
| Nejlepší rozhodčí                                 | Ondřej Pechanec         | Česko               |
| Nejlepší český hráč                               | David Novák             | SK Slavia Praha     |
| Cena Fair Play                                    | Jokohama F. Marinos     | Jokohama F. Marinos |
| Cena za dlouhodobou podporu mládežnickému fotbalu | Ing. Ivan Breznen       | Česko               |

## All Stars Cup 2015
V roce 2015 se turnaj konal 12. a 14. června v areálu Eden v Praze.

### Konečné pořadí
| Pořadí | Klub                     |
| ------ | ------------------------ |
| 1.     | SK Slavia Praha          |
| 2.     | FC Porto                 |
| 3.     | FC Hradec Králové        |
| 4.     | Valencia CF              |
| 5.     | Hertha BSC               |
| 6.     | Borussia Mönchengladbach |
| 7.     | AS Trenčín               |
| 8.     | Olympique Marseille      |
| 9.     | Pumas UNAM               |
| 10.    | JEF United               |
| 11.    | HJK Helsinky             |
| 12.    | FK Dukla Praha           |
| 13.    | FC Zbrojovka Brno        |
| 14.    | Bohemians Praha 1905     |
| 15.    | CS Universitatea Craiova |
| 16.    | Chabab Belouizdad        |

### Nejlepší jednotlivci
| Kategorie           | Jméno              | Klub                |
| ------------------- | ------------------ | ------------------- |
| Nejlepší hráč       | Madiu Bari         | FC Porto            |
| Nejlepší střelec    | Kei Kitahara       | JEF United          |
| Nejlepší brankář    | Daniel Toman       | SK Slavia Praha     |
| Nejlepší obránce    | Arne Maier         | Hertha BSC          |
| Nejlepší záložník   | Florient Chabrolle | Olympique Marseille |
| Nejlepší útočník    | Jakub Šípek        | FC Hradec Králové   |
| Nejlepší trenér     | Miroslav Jíra      | SK Slavia Praha     |
| Nejlepší rozhodčí   | George Warren      | Anglie              |
| Nejlepší český hráč | Pavel Bucha        | SK Slavia Praha     |
| Cena Fair Play      | JEF United         | JEF United          |

## All Stars Cup 2016
V roce 2016 se turnaj konal 17. a 19. června v areálu Eden v Praze.

### Konečné pořadí
| Pořadí | Klub                  |
| ------ | --------------------- |
| 1.     | SK Slavia Praha       |
| 2.     | FK Altinordu Izmir    |
| 3.     | FC Porto              |
| 4.     | FC Midtjylland        |
| 5.     | CD Chivas Guadalajara |
| 6.     | Inter Milán           |
| 7.     | Bohemians Praha 1905  |
| 8.     | FK Čukaričky Bělehrad |
| 9.     | Zaglebie Lubin        |
| 10.    | FC Viktoria Plzeň     |
| 11.    | FC Dinamo Minsk       |
| 12.    | FC Zbrojovka Brno     |
| 13.    | FC Nitra              |
| 14.    | FK Dukla Praha        |
| 15.    | ETO FC Györ           |
| 16.    | AS Trenčín            |

### Nejlepší jednotlivci
| Kategorie           | Jméno               | Klub                 |
| ------------------- | ------------------- | -------------------- |
| Nejlepší hráč       | Mutlu Aksu Dogan    | FK Altinordu Izmir   |
| Nejlepší střelec    | Fábio Vieira        | FC Porto             |
| Nejlepší brankář    | Luca Pasquale Tamma | Inter Milán          |
| Nejlepší obránce    | Japhet Larsen       | FC Midtjylland       |
| Nejlepší záložník   | Paulo Moreira       | FC Porto             |
| Nejlepší útočník    | Michael Hönig       | SK Slavia Praha      |
| Nejlepší trenér     | Ľudovít Szekeres    | SK Slavia Praha      |
| Nejlepší rozhodčí   | Ondřej Pechanec     | Česko                |
| Nejlepší český hráč | Daniel Novák        | Bohemians Praha 1905 |
| Cena Fair Play      | Chivas Guadalajara  | Chivas Guadalajara   |

## All Stars Cup 2017
V roce 2017 se turnaj konal 16. a 18. června v areálu Eden v Praze.

### Konečné pořadí
| Pořadí | Klub                 |
| ------ | -------------------- |
| 1.     | FC Porto             |
| 2.     | Avispa Fukuoka       |
| 3.     | Atlético Madrid      |
| 4.     | Chivas Guadalajara   |
| 5.     | SK Slavia Praha      |
| 6.     | FC Midtjylland       |
| 7.     | Borussia Dortmund    |
| 8.     | FC Zbrojovka Brno    |
| 9.     | Arsenal FC           |
| 10.    | FC Viktoria Plzeň    |
| 11.    | AC Sparta Praha      |
| 12.    | FK Altinordu Izmir   |
| 13.    | Paris Saint-Germain  |
| 14.    | FC Vysočina Jihlava  |
| 15.    | FK Dukla Praha       |
| 16.    | Bohemians Praha 1905 |

### Nejlepší jednotlivci
| Kategorie           | Jméno           | Klub                |
| ------------------- | --------------- | ------------------- |
| Nejlepší hráč       | Cedric Wilfred  | Atlético Madrid     |
| Nejlepší střelec    | Cedric Wilfred  | Atlético Madrid     |
| Nejlepší střelec    | Sergio Camello  | Atlético Madrid     |
| Nejlepší střelec    | Lukáš Vorlický  | FC Zbrojovka Brno   |
| Nejlepší střelec    | Mirek Malata    | FC Vysočina Jihlava |
| Nejlepší brankář    | Jakub Markovič  | SK Slavia Praha     |
| Nejlepší obránce    | Bility Hosine   | FC Midtjylland      |
| Nejlepší záložník   | Kaito Watanabe  | Avispa Fukuoka      |
| Nejlepší útočník    | Cláudio Gomes   | FC Porto            |
| Nejlepší trenér     | Mario Silva     | FC Porto            |
| Nejlepší rozhodčí   | Craig Napier    | Skotsko             |
| Nejlepší český hráč | Ladislav Krobot | SK Slavia Praha     |
| Cena Fair Play      | Avispa Fukuoka  | Avispa Fukuoka      |

## All Stars Cup 2018
V roce 2018 se turnaj konal 15. a 17. června v areálu Eden v Praze.

### Konečné pořadí
| Pořadí | Klub                 |
| ------ | -------------------- |
| 1.     | FC Barcelona         |
| 2.     | Hertha BSC Berlin    |
| 3.     | SK Slavia Praha      |
| 4.     | Avispa Fukuoka       |
| 5.     | FC Porto             |
| 6.     | Chivas Guadalajara   |
| 7.     | Bohemians Praha 1905 |
| 8.     | Paris Saint-Germain  |
| 9.     | FK Zenit Petrohrad   |
| 10.    | FC Fastav Zlín       |
| 11.    | FC Zbrojovka Brno    |
| 12.    | FK Dukla Praha       |
| 13.    | 1.FC Slovácko        |
| 14.    | FC Viktoria Plzeň    |
| 15.    | Gabala SC            |
| 16.    | Besiktas JK          |

### Nejlepší jednotlivci
| Kategorie                                         | Jméno                     | Klub                |
| ------------------------------------------------- | ------------------------- | ------------------- |
| Nejlepší hráč                                     | Moriba Kourouma           | FC Barcelona        |
| Nejlepší střelec                                  | Andy Villar Carneiro Melo | FC Barcelona        |
| Nejlepší střelec                                  | Kenny Nagera              | Paris Saint-Germain |
| Nejlepší střelec                                  | Michal Ševčík             | FC Zbrojovka Brno   |
| Nejlepší brankář                                  | Jakub Surovčík            | SK Slavia Praha     |
| Nejlepší obránce                                  | Kimiya Moriyama           | Avispa Fukuoka      |
| Nejlepší záložník                                 | Lazar Samardzic           | Hertha BSC Berlin   |
| Nejlepší útočník                                  | Pablo Moreno Taboada      | FC Barcelona        |
| Nejlepší trenér                                   | Carles Martínez Novell    | FC Barcelona        |
| Nejlepší rozhodčí                                 | Craig Napier              | Skotsko             |
| Nejlepší český hráč                               | Adam Toula                | SK Slavia Praha     |
| Cena Fair Play                                    | Avispa Fukuoka            | Avispa Fukuoka      |
| Cena za dlouhodobou podporu mládežnickému fotbalu | František Vondráček       | Česko               |
| Cena za dlouhodobou podporu mládežnickému fotbalu | Mgr. Bohumil Zoufalík     | Česko               |

## All Stars Cup 2019
V roce 2019 se turnaj konal ve dnech 14.-16.6. 2019. Turnaj je určen kategorii U16, tj. hráčům narozeným v roce 2003.

### Konečné pořadí
| Pořadí | Klub                       |
| ------ | -------------------------- |
| 1.     | SK Slavia Praha            |
| 2.     | Paris Saint-Germain        |
| 3.     | Atlético Madrid            |
| 4.     | FK Dukla Praha             |
| 5.     | AC Sparta Praha            |
| 6.     | 1.FC Slovácko              |
| 7.     | FK Altinordu Izmir         |
| 8.     | FC Fastav Zlín             |
| 9.     | CD Chivas Guadalajara      |
| 10.    | FC Vysočina Jihlava        |
| 11.    | FC Porto                   |
| 12.    | FC Nitra                   |
| 13.    | Avispa Fukuoka             |
| 14.    | Beijing FC                 |
| 15.    | Bohemians 1905             |
| 16.    | SK Dynamo České Budějovice |

### Nejlepší jednotlivci
| Kategorie                                         | Jméno               | Klub                |
| ------------------------------------------------- | ------------------- | ------------------- |
| Nejlepší hráč                                     | Denis Alijagič      | SK Slavia Praha     |
| Nejlepší střelec                                  | Filip Vecheta       | 1.FC Slovácko       |
| Nejlepší brankář                                  | Alejandro Iturbe    | Atlético Madrid     |
| Nejlepší obránce                                  | Ibraima Camara      | Atlético Madrid     |
| Nejlepší záložník                                 | Martin Adeline      | Paris Saint-Germain |
| Nejlepší útočník                                  | Abdulah Sogucak     | FK Altinordu Izmir  |
| Nejlepší trenér                                   | Karel Piták         | SK Slavia Praha     |
| Nejlepší rozhodčí                                 | Craig Napier        | Skotsko             |
| Nejlepší český hráč                               | Adam Karabec        | AC Sparta Praha     |
| Cena Fair Play                                    | FC Vysočina Jihlava | FC Vysočina Jihlava |
| Cena za dlouhodobou podporu mládežnickému fotbalu | Vladimír Šmicer     | Česko               |
| Cena za dlouhodobou podporu mládežnickému fotbalu | Mgr. Petr Svoboda   | Česko               |